# 華嚴 (作家)
嚴停雲（1926年4月8日—2022年12月10日），筆名華嚴，女，福建省閩侯縣人。出身學者家族，亦自認受佛教影響。上海聖約翰大學中文系畢業後赴臺灣探親，因而居留在此地。婚後成為家庭主婦，但後來抽空創作成為作家。作品多以小說為主，擅長描寫人的七情六慾及生老病死，忠實呈現人生的不完滿，也提供智慧的心語。創作生涯長達45年，多部作品被改編為電視劇與電影，而最滿意的作品是其首創的對話體小說。

## 經歷

### 幼年皈依佛教
父母皆信佛教，兄弟姊妹年幼時即皈依圓覺宗第五代祖師諾那呼圖克圖。

### 避難上海
抗日戰爭時母親帶小孩到上海避難，華嚴進入南洋模範高中，後來又考進聖約翰大學。

### 赴台探親
華嚴1947年冬季從上海聖約翰大學畢業，赴臺探望為舅父林熊徵奔喪的母親林慕蘭。結果剛到臺灣不久，國共形勢就緊張了。於是母親把華嚴留在臺灣。華嚴的父親嚴琥曾任福建協和學院（福州大學前身之一）中文系主任、文學院院長等職位。
葉明勳是福建協和學院外文系的畢業生，1945年中華民國接管臺灣後被中央社派赴台灣。葉明勳在臺灣很照顧師母林慕蘭，進而結識華嚴結婚，婚後林慕蘭與他們一直同住了40多年，活到102歲。

### 寫作
華嚴婚後一連生了四個小孩，後來才開始寫作。第一本作品《智慧的燈》花了三年的時間，到1961年才完成，據說她以姑姑的姓名作為筆名。葉明勳將稿子拿給大華晚報的耿修業，於是在大華晚報連載了120天，華嚴的寫作生涯也就此展開。後來日記體小說《蒂蒂日記》被拍成電影，她又自創全對話形式長篇小說，成為個人風格最特殊之處。1993年華嚴獲得「中國文藝協會」頒發的中國文藝獎章榮譽獎章小說創作獎。

### 風華絕代的女作家
李敖曾擁有一些辜振甫等人籌組成立中國合成橡膠的股票，並在股東大會裡興風作浪。辜振甫與華嚴曾為此事前去拜訪，李敖後來以風華絕代的女作家形容華嚴。由葉明勳與華嚴的結婚照，可見李敖所言非虛。

## 文學評價

#### 華嚴文學創作學術研討會
2006年6月20日，華嚴參加廣東省社會科學院哲學與文化研究所於廣州舉辦的「華嚴文學創作學術研討會」，來自海峽兩岸三地的學者共提供了23篇論文，會議當天共發表了19篇。這是兩岸第一次舉辦全面性討論華嚴作品的會議，與會學者熱烈討論盛況空前，論文集結成《華嚴文學創作論文集》。廣東省文學藝術界聯合會主席劉斯奮說：「華嚴的小說文化筆韻豐厚，儒家哲學的滋潤使得作品迥異於時下的一般作品，加上佛家思想的智慧提升，其作品蘊涵著豐富的思想，使閱讀者能獲得心靈滋潤。」

#### 學術評論
國立中央大學碩士生林宛庭在碩士論文中評論華嚴的小說：「宛若清溪，潺湲流向人的心靈深處，不以波濤翻滾惱人心神。其小說中非圓滿人生的佈局，使得華嚴能藉著高低起伏的情節中，透露出智慧的心語，不但強化了她的說理性，也為苦海中的男女指點了明路。」

## 家族
華嚴的祖父是清末學者嚴復，民國成立時之第一任國立北京大學校長。父嚴琥，別名普賢，字叔夏，以字行，是嚴復的三子。出身學者世家，停雲這個名字是晉朝陶淵明的一首古詩的名。華嚴三姊是嚴倬雲，而三姊夫是鹿港辜家的辜振甫。
華嚴的外祖父是板橋林家的林爾康，外祖母陳芷芳是清朝進士、溥儀老師陳寶琛的妹妹。母親是林慕蘭。她也是臺灣鄉土歷史學家林衡道的表妹、華南金控董事長林明成的表姐。
父親嚴琥在1949年後留在大陸，曾任福州市在中華人民共和國成立後的第一任副市長，1957年反右被打成了「右派」，1962年去世前曾讀過華嚴的第一本作品《智慧的燈》。
丈夫葉明勳是中央通訊社第一位臺灣特派員，為臺灣新聞界大老。兩人於1949年結婚。婚後育有三女文心、文可、文茲和兒子文立。長女葉文心是美國加州大學柏克萊分校教授，該校東亞研究所所長。兒子葉文立曾任聯太國際公司總經理、聯廣公司總經理、和信國際傳播公司總經理、凱絡媒體服務公司董事長等，目前為安吉斯媒體（Aegis Media）集團大中華地區董事長。
婚後華嚴的長兄嚴僑要來臺灣，她請夫婿葉明勳作保。嚴僑來臺後曾在臺中一中任數學教師，李敖是其學生，故李敖稱嚴僑是他最難忘的一位老师。1953年因有人檢舉嚴僑是匪諜，曾在大陸參加過讀書會，於深夜被拘捕入獄；時任中華日報社長的保人葉明勳亦被請進警備總部連夜詢問。經華嚴徹夜奔走，找尋認識的長官為葉作證，終於下半夜才被放出來，葉明勳因而辭去了中華日報社長的職位。經辜、嚴兩家奔走，嚴僑也放了出來，後因病去世。葉明勳一直到4年後（1959年9月）才受邀擔任自立晚報社長。2005年隨著李敖拜訪大陸，嚴僑由中國共產黨追認為「烈士」，證實他的地下黨員身份。
- 祖父：嚴復，民國成立時第一任國立北京大學校長。
  - 父：嚴琥，嚴復三子，中華人民共和國福州市首任副市長。

- 外祖母：陳芷芳，陳寶琛之妹
- 外祖父：林爾康，板橋林家
  - 母：林慕蘭
    - 夫：葉明勳
      - 子女
        - 葉文心
        - 葉文可
        - 葉文茲
        - 葉文立

## 作品

### 小說
1. 《智慧的燈》台北：文星書局，1961年；台北：皇冠出版社，1969年；台北：躍昇文化，1990年。1973年被香港無線電視拍成電視劇。由盧宛茵、馮秀蓮、王麗蓉、何家慧、郭鋒、關聰、黃曼梨、陳有後、鄭子敦、黃宗保、黎永強、胡宏達等人演出。
2. 《生命的樂章》台北：文星書局，1963年；台北：皇冠出版社，1969年；台北：躍昇文化，1992年。
3. 《七色橋》台北：文星書局，1966年；台北：皇冠出版社，1969年；台北：躍昇文化，1990年。1992年被台視拍成電視劇，由秦漢、蘇明明、尹寶蓮、江明、李天柱、楊光友、徐華鳳等人演出。
4. 《玻璃屋裏的人》台北：文星書局，1967年；台北：皇冠出版社，1969年；台北：躍昇文化，1992年。2000年被台視拍成電視劇，由萧蔷、林健寰、黄文豪、葉全真等人演出。
5. 《和風》，台北：皇冠出版社，1969年；台北：躍昇文化，1991年。
6. 《晴》，台北：皇冠出版社，1969年；台北：躍昇文化，1992年。
7. 《蒂蒂日記》台北：皇冠出版社，1975年；台北：躍昇文化，1991年。日記形式小說。被中央電影公司拍成電影。由張永祥編劇，陳耀圻導演，恬妞、秦漢、歸亞蕾等主演。恬妞因此片獲得1978年金馬獎最佳女主角獎、歸亞蕾獲得最佳女配角獎、電影獲得優等劇情片。
8. 《鏡湖月》台北：皇冠出版社，1978年；台北：躍昇文化，1991年。書信形式小說。
9. 《無河天》，台北：皇冠出版社，1980年；台北：躍昇文化，1991年。2003年被華視拍成電視劇，由涂善妮、沈孟生、蔡佳虹、等人演出。

1. 《高秋》台北：皇冠出版社，1981年；台北：躍昇文化，1991年。
2. 《神仙眷屬》，台北：皇冠出版社，1983年；台北：躍昇文化，1990年。對話體小說。
3. 《花落花開》，台北：皇冠出版社，1984年；台北：躍昇文化，1991年。1996年被台視拍成電視劇，由岳翎、秦漢、焦恩俊、葛蕾、金士傑等人演出。
4. 《明月幾時圓》，台北：皇冠出版社，1985年；台北：躍昇文化， 1990年。1990年被拍成電影，陳耀圻導演，謬騫人、馬景濤等主演。
5. 《燕雙飛》，台北：皇冠出版社，1988年；台北：躍昇文化，1990年。1997年被台視拍成電視劇，由蕭薔和涂善妮分飾雙胞胎姐妹花。
6. 《秋的變奏》，台北：躍昇文化，1990年。
7. 《燦星‧燦星》，台北：躍昇文化，1990年。
8. 《不是冤家》，台北：躍昇文化，1993年。對話體小說。
9. 《兄和弟》，台北：躍昇文化，1994年。對話體小說。
10. 《出牆紅杏》，台北：躍昇文化，2001年。對話體小說。
11. 《華嚴短篇小說集》，台北：躍昇文化，2006年。

### 散文
1. 《澳洲見聞》，台北：皇冠出版社，1971年；台北：躍昇文化，1992年。
2. 《華嚴選集》，台北：弘毅出版社，1973年；台北：躍昇文化，1991年。（增定版易名《華嚴短文集》）

### 影像集
1. 《千心映影---華嚴影像自選集》，台北：躍昇文化，2006年[13]。

## 電子書作品
1. 以上作品，除了《千心映影---華嚴影像自選集》之外，均由BOOK11.com（页面存档备份，存于）製作電子書，2011年4月出版。

## 外部連結
- 當代名人手稿典藏系統：華嚴 （國家圖書館）
- 台灣作家作品目錄：華嚴 （页面存档备份，存于） （國立臺灣文學館）